# Lymantriades vagans
Lymantriades vagans är en fjärilsart som beskrevs av Erich Martin Hering 1926. Lymantriades vagans ingår i släktet Lymantriades och familjen tofsspinnare. Inga underarter finns listade i Catalogue of Life.